# Сапожников, Иларий Николаевич
Иларий (Илларий) Николаевич Сапожников (5 января 1929, Ленинград — 20 января 2016, Москва) — российский учёный, конструктор, лауреат Ленинской премии.
Окончил Ленинградский электротехнический институт (1952, кафедра «Гироскопические приборы и устройства»).
С 1955 года работал в НИИ-944 (НИИ прикладной механики) под руководством академика В. И. Кузнецова.
Участвовал в создании гироскопических приборов для системы управления ракеты-носителя Р-7 и космического аппарата «Восток», приборов для первых боевых ракет Р-1, Р-2, Р-5, Р-12.
С 1969 г. главный конструктор гироскопических приборов НИИ-944. В последующем — заместитель генерального директора по научной работе, в 1989—2001 главный конструктор НИИПМ (ФГУП «НИИ прикладной механики им. академика В. И. Кузнецова»). С 2001 главный научный советник ФГУП «ЦЭНКИ». 
С 2006 г. главный конструктор — заместитель директора филиала НИИ ПМ им. академика В. И. Кузнецова ФГУП «ЦЭНКИ» (Москва).
Лауреат Ленинской премии 1971 года. Награждён орденами Ленина, Трудового Красного Знамени, двумя орденами «Знак Почёта», медалью «За трудовую доблесть».
Доктор технических наук, профессор. Заслуженный деятель науки РФ.